# Jeri Ellsworth

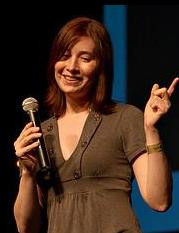
Ellsworth előadást tart az Alt Partyn

Jeri Janet Ellsworth (szül.: 1974. augusztus 14.) egy amerikai vállalkozó, autodidakta integrált áramkör tervező és feltaláló. Szélesebb ismertséget 2004-ben szerzett magának azzal, hogy megalkotott egy komplett Commodore 64 emulátort egy joystickba építve C64 Direct-to-TV (röviden: C64DTV) néven.
Ellsworth számos podcastban beszélt nyilvánosan arról, hogy hogyan lehet otthon integrált áramköröket (IC) gyártani, mely másokat is inspirált saját munkájukban.

## Korai évek
Ellsworth Georgiában született, majd az oregoni Dallasban és Yamhillben nőtt fel. Édesanyja egyéves korában elhunyt, így a kis Jerit apja nevelte fel, aki autószerelő és benzinkút-tulajdonos volt. 8-évesen már szétszerelte a játékait, hogy megértse hogyan működnek, mire apja beszüntette az új játékok vásárlását és kitett egy üres dobozt a műhelyében, majd arra biztatta az embereket, hogy hozzák el és tegyék bele az elromlott elektronikus kütyüjeiket. Pár hetente Jerinek adta ezeket a holmikat, ő pedig elkezdett egyszerűbb változtatásokat végrehajtani rajtuk.
Meggyőzte apját, hogy a bátyjának vásárolt Commodore 64-et használhassa. Magától tanulta meg a programozását könyvekből.
Mindig volt zsebpénze, mert besegített apjának a benzinkúton, tisztította a szerszámait, olajszűrőket és más alkatrészeket cserélt.
A középiskolában elkezdett salakpályás versenyautókat vezetni, illetve apja segítségével új modelleket építeni, majd azokat eladni. Az üzlet olyan jól beindult, hogy emiatt lemorzsolódott a középiskolából.

## Számítógépes boltok
1995-ben aztán megunta a versenypályák társadalmi légkörét és mindössze 21-évesen egy barátjával üzletet nyitottak Intel 486 processzoron alapuló számítógépek összeszerelésére és értékesítésére. Később különváltak és a csúcson Jeri Ellsworth "Computers Made Easy" nevű bolthálózata már 5 üzletet számlált, míg 5 év után, 2000-ben túl megterhelővé vált az üzlet, az elérhető haszonkulcs pedig annyira lecsökkent, hogy végül eladta a boltjait.

## Hardvertervezés

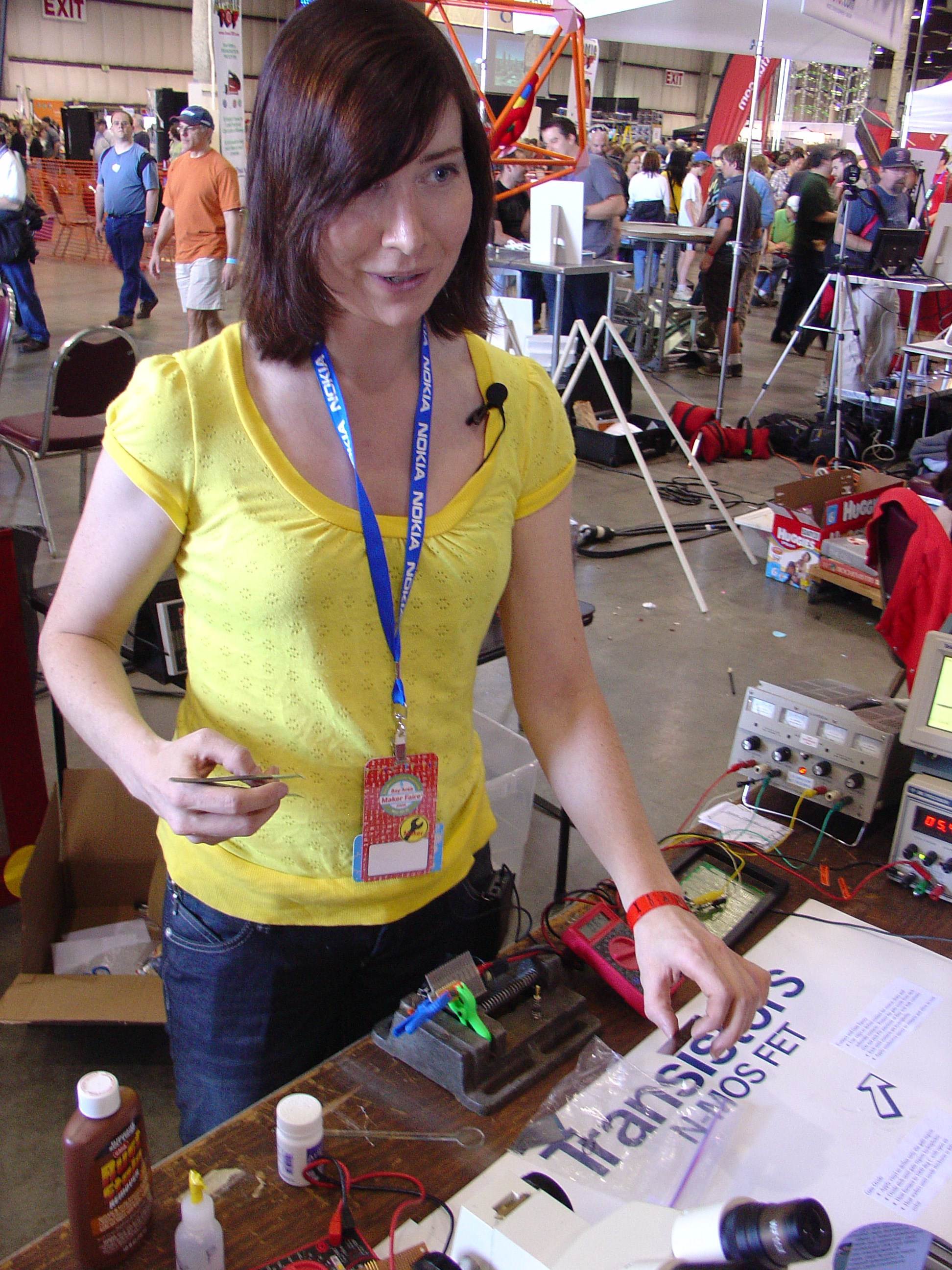
a 2009-es Maker Faire vásáron

Ellsworth ezután a maradék pénzén elektronikai áramköri (pl. FPGA) tervezéshez, gyártáshoz szükséges eszközöket, szerszámokat szerzett be és a már addig is meglévő hobbyelektronikai tudására alapozva úgy döntött, a chiptervezés felé fordul. A Washington állambeli, Walla Walla városába költözött, hogy az adventisták által üzemeltetett Walla Walla Egyetemen áramkörtervezést tanuljon. Egy év után azonban otthagyta az iskolát "kulturális összegyeztethetetlenség" miatt. Saját bevallása szerint az iskolában helytelenítették a professzorok válaszainak megkérdőjelezését.
2000-ben egy Commodore kiállításon felfedte egy a Commodore 64-hez (C64) tervezett videóbővítmény prototípusát. Ezután elkezdett a C64 működését utánzó áramköröket tervezni.
2002-ben tervezett egy chipet a C-One számára, mely egy továbbfejlesztett C64, ami egyéb kora 80-as évekbeli számítógépeket is képes emulálni.
Ennek nyomán figyelt fel Jeri Ellsworth-re a Mammoth Toys nevű cég és 2004-ben megbízták azzal, hogy alkosson számukra egy egylapkás rendszert a joystickba építeni tervezett C64-emulátorukhoz. Júniusban kezdett munkához és a termék sikeresen piacra tudott kerülni Karácsony előtt. 30 db 1980-as évekbeli videójáték futtatására volt képes és a csúcson egyetlen nap alatt 70.000 darabot adtak el belőle a QVC bevásárlócsatornán, világszinten pedig mintegy félmillió darabot. Végül semmilyen fizetséget nem kapott a munkájáért, viszont az ismertségét meghozta ez a siker egy New York Times cikk hatására.
Ellsworth 2009-2010 táján különféle házi készítésű félvezető-, elektrolumineszcens képernyő-projekten dolgozott.
A Lifehacker magazin 2010 februárjában "a modern idők MacGyver"-ének nevezte Ellsworth-öt, majd - mintegy rászolgálva a címre - 2010 decemberében publikálta, hogyan lehet házilag biztonsági testszkennert építeni újrahasznosított műholdvevő antenna-alkatrészekből.
Ellsworth szabadúszó ASIC és FPGA tervezőként tevékenykedik ebben az időszakban.

## Kiterjesztett valóság
2012 elején a Valve Corporation szerződtette Jeri Ellsworth-öt, hogy újgenerációs - kiterjesztett valóságot (angolul: Augmented Reality = AR) alkalmazó - videójáték-hardvereken (egészen pontosan egy AR-szemüvegen) dolgozzon többedmagával ("Technical Illusions" nevű csapatban), azonban 2013-ban szerződést bontottak velük.
Ezek után egy szintén a Valve által elbocsátott volt kollégájával megalapították az először "Technical Illusions" névre hallgató, majd később CastAR-nak átkeresztelt startup céget, hogy folytassák a megkezdett munkát. Mivel a Valve teljesen elvesztette érdeklődését a projekt iránt, ezért a távozásukkor jogszerűen megszereztek minden - a befektetett munkájukhoz kapcsolódó - jogot. 2017. június 26-án azonban finanszírozási problémák miatt teljesen kész termék kifejlesztése nélkül befejezték a tevékenységüket.
Jeri Ellsworth 2019 szeptemberében ún. Kickstarter-kampányt indított "Tilt Five" néven közösségi finanszírozás (crowdfounding) céljából, hogy egy új AR-eszközt fejlesszen ki a castAR alapjain. A kitűzött 450.000 amerikai dollár célt mintegy 17 óra alatt elérték és végül összesen $1.767.301 jött össze. Az eredeti tervek szerint 2020 júniusára kellett volna kész terméket szállítaniuk, de a gyártás elhúzódott a Covid19 világjárvány miatt és végül 2023. augusztus 23-án mutatták be az új New Couch Co-Op nevű rendszerüket, mely lényegében egy megosztott holografikus szórakoztató rendszer, ún. koncentrált kiterjesztett valóság megközelítéssel. Jeri Ellsworth - saját bevallása szerint - "az egész arról szól, hogy újra egy szobába ültessük össze az embereket játszani", tehát a játék ne egyedüli élmény legyen.

## Közszereplései
2008 decemberétől 2009 márciusáig George Sanger zeneszerzővel együtt Ellsworth volt a házigazdája a "Fatman and Circuit Girl" címen közvetített heti rendszerességű webcast-nak.
2009. május 30-án a kaliforniai helyszínen megrendezett "Maker Faire" vásáron bemutatta otthoni chip laborját.
2011. május 5-én a beágyazott rendszerekkel foglalkozó "Embedded Systems Conference" konferencia üléselnöke volt.

## Magánélet
Jeri Ellsworth nagy flipperrajongó és -gyűjtő, akinek több, mint 80-darabos gyűjteménye van játékgépekből. 2016-ban amatőr rádió állomás engedélyt szerzett (Extra Class license), hívójele: AI6TK.